# Tetjana Romanenko
Tetjana Oleksandrivna Romanenko (in ucraino Тетяна Олександрівна Романенко?; Odessa, 3 ottobre 1990) è un'ex calciatrice ucraina, di ruolo attaccante.

## Carriera

### Nazionale
Romanenko inizia ad essere convocata dalla federazione calcistica dell'Ucraina (Federacija Futbolu Ukraïny (Федерація Футболу України) - FFU (ФФУ)) fin dal 2001, indossando la maglia della formazione Under-19 appena sedicenne, chiamata in occasione del primo turno di qualificazione all'Europeo di Islanda 2007, debuttando il 26 settembre 2006 in occasione dell'incontro casalingo vinto 5-1 sulle pari età della Moldavia.
L'anno successivo è già aggregata alla nazionale maggiore, inserita in rosa con la squadra che disputa le qualificazioni al Mondiale di Cina 2007. Dal 2007 le sue convocazioni sono sempre più regolari, partecipando alle qualificazioni dei due Mondiali successivi, senza mai ottenere un accesso alla fase finale, mentre agli Europei festeggia con le compagne la prima partecipazione al torneo UEFA, quello di Finlandia 2009.

## Palmarès

### Club
- Campionato francese di seconda divisione: 1

Stade de Reims: 2018-2019
- Coppa d'Ucraina femminile: 1

Žytlobud-1 Charkiv: 2008